# Biserica „Adormirea Maicii Domnului” din Bănești
Biserica „Adormirea Maicii Domnului” este o biserică amplasată în Bănești, raionul Telenești, Republica Moldova. Este un monument arhitectural de importanță națională inclus în Registrul monumentelor Republicii Moldova ocrotite de stat cu nr. 1453 (raionul Telenești). Datează din 1816.